# Johan Bastiaan van Heutsz
Johan Bastiaan van Heutsz (Den Haag, 1 oktober 1882 - Planegg, 25 april 1945), ook bekend als J.B. van Heutsz jr., was arts en tropengeneeskundige. Op latere leeftijd werd hij nationaalsocialist en als oorlogsarts bevorderd tot SS-Obersturmbannführer (luitenant-kolonel).

## Leven
Van Heutsz was een zoon van Joannes Benedictus van Heutsz, gouverneur-generaal van Nederlands-Indië en diens echtgenote Maria Henriette van der Zwaan. Hij werd arts en tropengeneesheer en publiceerde als J.B. van Heutsz jr. geopolitieke beschouwingen.
In 1943 schreef hij als lid van de Nederlandsche SS aan de pro-Duitse burgemeester van Amsterdam Edward Voûte dat wat hem betreft het in 1935 opgerichte Generaal Van Heutsz-monument te Amsterdam-Zuid mocht worden vervangen.
In zijn boek Wiking door Rusland (1942) geeft hij een beschrijving over zijn oorlogservaring in de bezette gebieden van de Sovjet-Unie als 59-jarige waarnemer. Hij meldde zich aan bij de Waffen-SS en ging op eenenzestigjarige leeftijd (eind 1943) nog steeds als arts mee met de opmars door Zuid-Rusland. Doordat hij ervaring had als arts in de tropen werd hij onder meer ingezet bij de behandeling van malaria, die de militairen in dit gebied konden oplopen. 
Van Heutsz werd bevorderd tot SS-Obersturmbannführer en kreeg in mei 1944 het IJzeren Kruis (1e Klasse) opgespeld, vermoedelijk wegens betoonde moed bij het uitbreken van zijn 5. SS-Panzer-Division Wiking uit de Sovjet-omsingeling (Kessel) te Tsjerkasy (Oekraïne). Ondanks zijn hoge leeftijd bleef Van Heutsz het werk aan het Oostfront en daarna in Beieren (Alpenfestung) doen. 
Van Heutsz kwam op 25 april 1945 om in het Zuid-Duitse Planegg in de buurt van München. Hij ligt op het Waldfriedhof in München begraven.

## Militaire loopbaan
- SS-Obersturmbannführer: mei 1944[5]

## Decoraties
- IJzeren Kruis 1939, 1e en 2e Klasse[5]